# Get Smart's Bruce and Lloyd: Out of Control
Get Smart's Bruce and Lloyd: Out of Control is een Amerikaanse direct-naar-dvd film uit 2008. De film is een spin-off van de eveneens in 2008 verschenen film Get Smart. De film is gebaseerd op concepten bedacht voor de oorspronkelijke Get Smart-serie. De regie was in handen van Gil Junger.

## Verhaal
De film speelt zich af tijdens de gebeurtenissen uit Get Smart. Bruce en Lloyd testen namens CONTROL een onzichtbaarheidsmantel. Tijdens een feestje wordt de mantel echter gestolen door een Maraguayaanse agente genaamd Isabelle, die de mantel wil geven aan El Presidente. Bruce en Lloyd moeten de mantel zelf weer terug zien te halen, omdat hun enige veldagenten op dat moment in Rusland zitten voor een andere missie. De twee hebben totaal geen ervaring en raken zo in veel bizarre situaties verzeild.
Al snel komen ze erachter dat Maraguay de mantel wil verkopen aan KAOS.

## Rolverdeling
| Acteur            | Personage                    | Opmerkingen |
| ----------------- | ---------------------------- | ----------- |
| Masi Oka          | Bruce                        |             |
| Nate Torrence     | Lloyd                        |             |
| Jayma Mays        | Nina                         |             |
| Marika Dominczyk  | Isabelle                     |             |
| Patrick Warburton | Hymie                        |             |
| Larry Miller      | The Underchief en zijn broer |             |
| Ruben Garfias     | El Presidente                |             |
| Terry Crews       | Agent 91                     |             |
| Anne Hathaway     | Agent 99                     | cameo       |
| Regan Burns       | Lab Tech                     |             |

## Achtergrond
De enige personages uit de Get Smart-serie die meedoen in deze spin-offfilm zijn Hymie en Agent 99, beide in cameorollen. 99’s cameo speelt zich gezien haar kleding af na de scène waarin Maxwell Smart zichzelf bewusteloos slaat met een blowgun.